# كين أونو
كين أونو (بالإنجليزية: Ken Ono)‏ هو أستاذ جامعي ورياضياتي أمريكي، ولد في 20 مارس 1968 في فيلادلفيا في الولايات المتحدة.

## وصلات خارجية
- كين أونو على موقع IMDb (الإنجليزية)